# Contea di Otsego (Michigan)
La contea di Otsego, in inglese Otsego County, è una contea dello Stato del Michigan, negli Stati Uniti. La popolazione al censimento del 2000 era di 23 301 abitanti. Il capoluogo di contea è Gaylord.